# NGC 6925
NGC 6925 (również PGC 64980) – galaktyka spiralna (Sbc), znajdująca się w gwiazdozbiorze Mikroskopu. Odkrył ją 31 lipca 1834 roku John Herschel.
W galaktyce tej zaobserwowano supernową SN 2011ei.